# Justina Robson

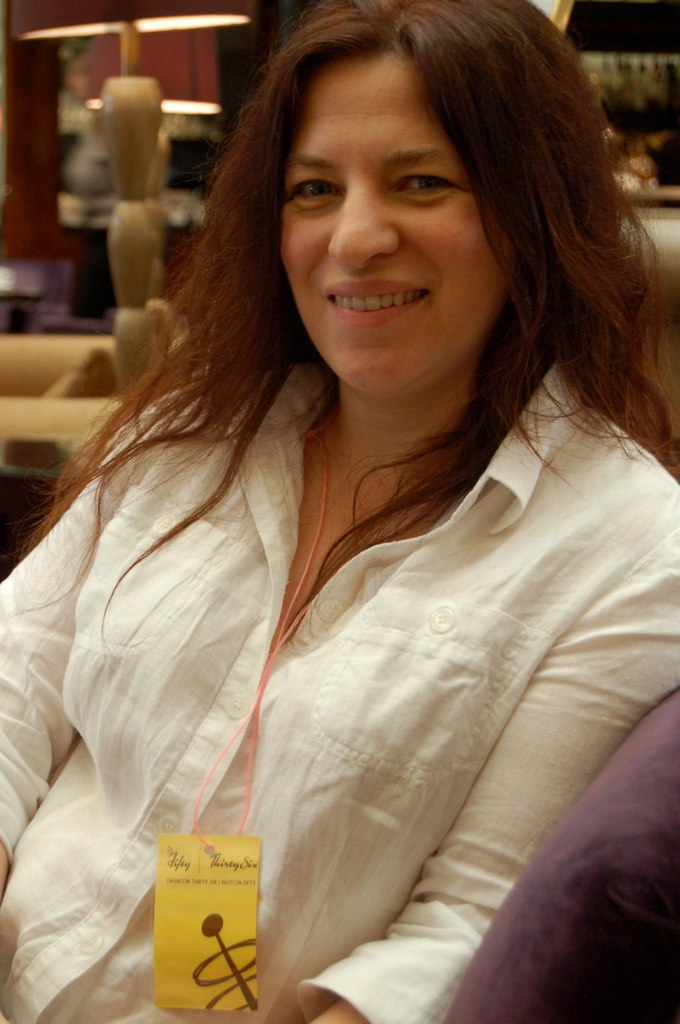
Justina Robson 2011

Justina Louise Alice Robson (* 1968 in Leeds, England) ist eine britische Science-Fiction-Autorin.

## Leben
Justina Robson stammt aus Leeds (England) und schreibt seit ihrer Kindheit. Neben einem Besuch der Universität, wo sie Linguistik und Philosophie belegte, war sie auch als Yoga-Lehrerin tätig.

## Werk
Robsons Romane beschäftigen sich oft mit visionären Entwicklungen wie Künstliche Intelligenz und Nanotechnologie. Dabei ist sie in der Schilderung jedoch nie technokratisch, sondern bleibt der humanen Erlebniswelt ihrer Protagonisten verhaftet. 
Der Erzählstil ist lebhaft und mit viel Sorgfalt gestaltet.

### Natural History
- Vol. 1: Natural History, 2003

Band 1: Die Verschmelzung, Bastei-Lübbe, 2005, ISBN 3-404-24335-8
- Vol. 2: Living Next Door to the God of Love, 2005, ISBN 1-4050-2116-0

### Lila Black (Quantum Gravity)
- Quantum Gravity Book One: Keeping It Real, Gollancz, 2006

Lila Black 01: Willkommen in Otopia, Blanvalet, 2007, ISBN 3-442-24467-6
- Quantum Gravity Book Two: Selling Out, Gollancz, 2007

Lila Black 02: Unter Strom, Blanvalet, 2008, ISBN 3-442-24471-4
- Quantum Gravity Book Three: Going under, Gollancz, 2008

Lila Black 03: Elfentod, Blanvalet, 2009, ISBN 3-442-24472-2
- Quantum Gravity Book Four: Chasing The Dragon, Gollancz, 2009
- Quantum Gravity Book Five: Down to the Bone, Gollancz, 2011

### Einzelromane
- Silver Screen, 1999

Transformation, Bastei-Lübbe, 2006, ISBN 3-404-24346-3
- Mappa Mundi, 2000

Mappa Mundi, Bastei-Lübbe, 2003, ISBN 3-404-24315-3
- Glorious Angels, 2015